# Korunovační záliv
Korunovační záliv (anglicky Coronation Gulf) je záliv mezi Viktoriiným ostrovem a pevninskou částí Nunavut v Kanadě.

## Geografie
Na severozápadě se spojuje s průlivem Dolphin and Union a skrze něho s Beaufortovým mořem a Severním ledovým oceánem. Na severovýchodě se spojuje s průlivem Petera W. Dease a se Zálivem královny Maud.
Severozápadním bodem je Kruzenšternův mys. Na jih od něho se nachází Richardsonova zátoka a ústí (od západu na východ) Rae River, Richardson River, Měděná řeka, Napaaktoktok River a Asiak River. Tree River ústí na jihu zálivu. Na jihovýchodním konci zálivu je velká zátoka Kiluhiqtuq. Severovýchodním bodem je Flindersův mys na poloostrově Kiillinnguyaq. Uprostřed zálivu leží Souostroví vévody z Yorku.
Záliv dosahuje hloubky od 14 do 180 metrů. Deset měsíců v roce je záliv zaledněný, bez ledu je pouze od července do srpna.
U ústí Měděné řeky se nachází inuitská osada Kugluktuk.

## Historie
Prvním Evropanem, který se dostal k pobřeží Korunovačního zálivu byl v roce 1771 britský cestovatel a obchodník s kožešinami Samuel Hearne.
Záliv byl pojmenován sirem Johnem Franklinem v roce 1821 na počest korunovace britského krále Jiřího IV. Prostředí a domorodá kultura v oblasti byly prozkoumány Rudolphem Andersonem a Diamondem Jenness v roce 1916 jako součást Kanadské arktické expedice.
V roce 2010 loď Clipper Adventurer na mělčině narazila na skalní útes, došlo k proražení balastní a palivové nádrže lodi. Moře v zálivu bylo znečištěno a 128 pasažérů spolu s 69 členy posádky uvízlo na lodi a bylo zachráněno až lodí CCGS Amundsen.

## Ekonomické využití
Pevninská oblast jižně od zálivu může obsahovat bohatá naleziště diamantů a uranových rud.